# Meranoplus dimidiatus
Meranoplus dimidiatus é uma espécie de formiga do gênero Meranoplus, pertencente à subfamília Myrmicinae.